# Sレア装備の似合う彼女
『Sレア装備の似合う彼女』（エスレアそうびのにあうかのじょ）は、近江のこによる日本の漫画作品。『裏サンデー』（小学館）にて2017年1月6日から2019年9月6日まで連載された。

## 登場人物
瀬古 大吾（せこ だいご）
節約が趣味の主人公。所持装備はSレア「アポカリプス」。
瀬古 のの花（せこ ののか）
主人公の妹。
ユリナ・エア
スマホゲーム『環裏グリムゼリア』の登場キャラクター。本作のヒロインの一人。登場時のレベルは1。所持装備はレア「村人の剣」。
結城 絵亜（ゆうき えあ）
主人公の幼馴染。本作のヒロインの一人。登場時のレベルは256。所持装備はSレア「ピュアソード」。
七尾 遥香（ななお はるか）
主人公の幼馴染。本作のヒロインの一人。登場時のレベルは860。所持装備はSSレア「ブリューナク」。
楠 ほのか（くすのき ほのか）
月間ユーザーランキング3位「プレアデス」。登場時のレベルは1030。所持装備はSSレア「フェイルノート」。
鞠枝萌菜（まりえ もな）
人気漫画家まりも。登場時のレベルは720。所持装備はSSレア「サテライト・リンカー」。
鈴 芽衣（りん めい）
まりものアシスタント。登場時のレベルは594。所持装備はSSレア「月下美人」。
空木 梨穂（うつぎ りほ）
ユリナのバイト先のグリゼリカフェ店長。スマホゲーム『環裏グリムゼリア』の元開発者、デザイナー。
空木 アミ（うつぎ あみ)
空木梨穂の妹。
矢間田 凛子（やまだ りんこ）
スマホゲーム『環裏グリムゼリア』の元開発者、モンスターデザイナー。
来栖川 マユ（くるすがわ まゆ）
ユリナのバイト先のグリゼリカフェの新人店員。スマホゲーム『環裏グリムゼリア』の運営。

## 書誌情報
- 近江のこ 『Sレア装備の似合う彼女』 小学館〈裏少年サンデーコミックス〉、全9巻
  1. 2016年7月24日発行（7月19日発売[2][3]）、ISBN 978-4-09-127364-2
  2. 2016年11月23日発行（11月18日発売[4]）、ISBN 978-4-09-127448-9
  3. 2017年2月22日発行（2月17日発売[5]）、ISBN 978-4-09-127524-0
  4. 2017年7月24日発行（7月19日発売[6]）、ISBN 978-4-09-127660-5
  5. 2017年11月20日発行（11月15日発売[7]）、ISBN 978-4-09-128026-8
  6. 2018年3月24日発行（3月19日発売[8]）、ISBN 978-4-09-128220-0
  7. 2018年8月22日発行（8月17日発売[9]）、ISBN 978-4-09-128446-4
  8. 2019年1月16日発行（1月11日発売[10]）、ISBN 978-4-09-128745-8
  9. 2019年9月17日発行（9月12日発売[11]）、ISBN 978-4-09-129397-8